# Bupalus bupaloides
Bupalus bupaloides là một loài bướm đêm trong họ Geometridae.